# Oración principal
 La oración principal se refiere a aquella parte de una oración compuesta que contiene el verbo conjugado que rige a todos los demás. En la estructura arbórea que representa la jerarquía de consistencias sintácticas es la oración cuyo núcleo verbal está en la posición más "alta", estando el resto de verbos introducidos por nexos subordinantes. Una oración principal puede ser simple o incluir dentro de sí otras oraciones dependientes o subordinadas. Para localizarla se suele recurrir a tres criterios:
1. La oración principal se halla al principio del periodo o se puede desplazar al final.
2. La oración principal no posee un verbo en forma no personal (infinitivo, gerundio o participio).
3. La oración principal no tiene un nexo que la preceda.

Algunas lenguas usan procedimientos menos frecuentes diferentes de los anteriores. En huichol, por ejemplo, tras la marca de persona aparece un morfema diferente según la oración sea principal (pi-) o subordinada (mi-). En miskito también aparecen marcas diferentes en el verbo de la oración principal y subordinada.